# Campionat de Guipúscoa de futbol
El Campionat de Guipúscoa de futbol (o Campionat Regional de Guipúscoa, en castellà Campeonato Regional de Guipúzcoa, en basc Gipuzkoako Herrialde Txapelketa) fou la màxima competició futbolística disputada a Guipúscoa en els primers anys del futbol al País Basc. Fou organitzat per la Federació Guipuscoana de Futbol entre 1918 i 1940 i serví com a classificatori per la Copa del Rei de futbol. Al campionat també hi participaven clubs d'altres regions com Navarra i La Rioja, afiliats a aquesta federació.

## Història
L'any 1918, després de discrepàncies sorgides en el Campionat Regional Nord entre els equips biscaïns i guipuscoans, culminat per l'abandonament del partit de campionat entre Athletic de Bilbao i Real Sociedad, el comitè nacional de la Federació Espanyola estigué conforme en dividir la Federació Nord en dues federacions independents. Així la temporada 1918-19 començà el campionat guipuscoà, mentre que el campionat Nord seguí uns anys més amb equips biscaïns i càntabres. La disputa entre Athletic i Real Sociedad portà a que el Real Unión guanyés el darrer títol conjunt del Nord i es classifiqués per la Copa d'Espanya de 1918.
A més dels clubs guipuscoans, en el campionat entraren els clubs de Navarra i La Rioja, destacant principalment el CA Osasuna i el CD Logroño, que arribaren a la màxima categoria. L'any 1928 es fundà la Federació Navarresa i l'Osasuna deixà el campionat. No obstant, un any més tard, ambdues federacions acordaren unir els campionats per crear el Campionat Mancomunat Guipúscoa-Navarra. El 1931 també s'hi afegiren els clubs aragonesos, i es creà el Campionat Mancomunat Guipúscoa-Navarra-Aragó.
L'any 1934, l'assemblea de la Reial Federació Espanyola de Futbol va aprovar una reestructuració de les competicions de futbol, mitjançant la qual es van crear una sèrie de Campionats Suprarregionals, col·locats jeràrquicament per sobre dels campionats regionals organitzats per les federacions territorials que tradicionalment s'havien disputat fins aleshores. Els clubs del País Basc i Navarra disputaren el Campionat Suprarregional grup 3, també conegut com Copa Vasca, mentre que els equips d'Aragó i La Rioja passaren a jugar el Suprarregional Catella-Cantàbria-Aragó.
Després de l'aturada per la guerra civil espanyola, el futbol retornà l'any 1939 amb un campionat guipuscoà format per 6 equips, inclosos com a novetat els equips d'Àlaba, que fins aleshores disputaven el campionat biscaí. La temporada 1939-40 es disputà la darrera edició del campionat, aquest cop novament es jugà un campionat mancomunat, juntament amb equips aragonesos i navarresos.

## Historial
Font:
| Campionat Mancomunat Guipúscoa-Navarra                        |
| Campionat Mancomunat Guipúscoa-Navarra-Aragó                  |
| Campionat Suprarregional Biscaia-Guipúscoa-Navarra/Copa Vasca |

| Temporada | Campió                                             | Resultat                                           | Subcampió                                          | Refs          |
| --------- | -------------------------------------------------- | -------------------------------------------------- | -------------------------------------------------- | ------------- |
| 1913-1918 | vegeu Campionat Regional Nord                      | vegeu Campionat Regional Nord                      | vegeu Campionat Regional Nord                      |               |
| 1918-19   | Reial Societat (1)                                 | lliga                                              | CD Esperanza                                       | [ 1 ]         |
| 1919-20   | Real Unión (1)                                     | lliga                                              | Reial Societat                                     | [ 11 ]        |
| 1920-21   | Real Unión (2)                                     | lliga                                              | Reial Societat                                     | [ 12 ]        |
| 1921-22   | Real Unión (3)                                     | lliga                                              | Reial Societat                                     | [ 13 ]        |
| 1922-23   | Reial Societat (2)                                 | lliga                                              | Real Unión                                         | [ 14 ]        |
| 1923-24   | Real Unión (4)                                     | lliga                                              | Reial Societat                                     | [ 15 ]        |
| 1924-25   | Reial Societat (3)                                 | lliga                                              | Real Unión                                         | [ 16 ]        |
| 1925-26   | Real Unión (5)                                     | lliga                                              | Reial Societat                                     | [ 17 ]        |
| 1926-27   | Reial Societat (4)                                 | lliga                                              | Real Unión                                         | [ 18 ]        |
| 1927-28   | Real Unión (6)                                     | lliga                                              | Reial Societat                                     | [ 19 ]        |
| 1928-29   | Reial Societat (5)                                 | lliga                                              | CD Logroño                                         | [ 20 ] [ 21 ] |
| 1929-30   | Real Unión (7)                                     | lliga                                              | Reial Societat                                     | [ 22 ]        |
| 1930-31   | Real Unión (8)                                     | lliga                                              | CD Logroño                                         | [ 23 ]        |
| 1931-32   | Donostia FC (6)                                    | lliga                                              | CD Logroño                                         | [ 25 ]        |
| 1932-33   | Donostia FC (7)                                    | lliga                                              | CD Logroño                                         | [ 26 ]        |
| 1933-34   | CD Logroño (1)                                     | lliga                                              | Donostia FC                                        | [ 27 ]        |
| 1934-35   | vegeu Copa Vasca                                   | vegeu Copa Vasca                                   | vegeu Copa Vasca                                   |               |
| 1934-35   | CD Roca de Irun                                    | lliga                                              | CD Touring                                         |               |
| 1935-36   | vegeu Copa Vasca                                   | vegeu Copa Vasca                                   | vegeu Copa Vasca                                   |               |
| 1935-36   | Tolosa FC                                          | 5-2                                                | CD Roca de Irun                                    |               |
| 1936-37   | no es disputà per la guerra civil                  | no es disputà per la guerra civil                  | no es disputà per la guerra civil                  |               |
| 1937-38   | no es disputà per la guerra civil                  | no es disputà per la guerra civil                  | no es disputà per la guerra civil                  |               |
| 1938-39   | Deportivo Alavés (1)                               | lliga                                              | Donostia FC                                        | [ 1 ]         |
| 1939-40   | vegeu Campionat Mancomunat Guipúscoa-Navarra-Aragó | vegeu Campionat Mancomunat Guipúscoa-Navarra-Aragó | vegeu Campionat Mancomunat Guipúscoa-Navarra-Aragó | [ 30 ]        |

1. ↑  El Real Unión, primer classificat, es retirà del camp en el partit contra la Reial Societat i fou desqualificat del campionat.
2. ↑  CD Logroño acabà primer amb més punts, però la desqualificació del Reial Saragossa i la posterior anul·lació dels seus partits provocaren que el Donostia acabés primer per diferència de gols.[24]
3. 1 2  Les temporades 1934-35 i 1935-36 els equips bascos i navarresos disputaren el Campionat Suprarregional Biscaia-Guipúscoa-Navarra. El campionat de Guipúscoa fou disputat per equips de segona categoria, situat per sota del Suprarregional jeràrquicament.

## Palmarès
| Club             | Campió                                                                     | Finalista                                                                           |
| ---------------- | -------------------------------------------------------------------------- | ----------------------------------------------------------------------------------- |
| Real Unión       | 8 (1919-20, 1920-21, 1921-22, 1923-24, 1925-26, 1927-28, 1929-30, 1930-31) | 3 (1922-23, 1924-25, 1926-27)                                                       |
| Reial Societat   | 7 (1918-19, 1922-23, 1924-25, 1926-27, 1928-29, 1931-32, 1932-33)          | 9 (1919-20, 1920-21, 1921-22, 1923-24, 1925-26, 1927-28, 1929-30, 1933-34, 1938-39) |
| CD Logroño       | 1 (1933-34)                                                                | 4 (1928-29, 1930-31, 1931-32, 1932-33)                                              |
| Deportivo Alavés | 1 (1938-39)                                                                | 0                                                                                   |
| CD Esperanza     | 0                                                                          | 1 (1918-19)                                                                         |